# Club Atlético Defensores Unidos
O Club Atlético Defensores Unidos é um clube de futebol argentino, fundado em 14 de julho de 1914. Sua sede está localizada no partido (município) de Zárate, que fica na província de Buenos Aires, na Argentina. Atualmente participa da Primera B Metropolitana, a terceira divisão do futebol argentino para as equipes diretamente afiliadas à Associação do Futebol Argentino (AFA), entidade máxima do futebol na Argentina. Seu estádio de futebol é o Gigante de Villa Fox e conta com capacidade aproximada para 6.000 espectadores.

## História
A instituição nasceu em 14 de julho de 1914 depois que o Defensores de Paraná foi dividido no que hoje é atual clube, e em outro chamado Club Paraná. O primeiro presidente do clube foi Juan Ferrari. Em 1915, um ano depois da fundação, o clube agregou Unidos de Zárate ao seu nome. Afiliou-se à Federación del Norte e começou a disputar campeonatos de futebol.
Em 1932 obteve personalidade jurídica e afiliou-se Associação do Futebol Argentino (AFA) em 1966, começando a participar dos torneios da Primera D (Primera de Aficionados), quarta e última divisão do futebol argentino. Em 1969 conseguiu acesso pela primeira vez à Primera C (Segunda de Ascenso), terceira divisão, onde ficou até conseguir um outro acesso, dessa vez para a Primera B Metropolitana, segunda divisão, como fruto do título do Torneo Reducido da temporada de 1987–88. Nesta divisão permaneceu apenas por uma temporada (1988–89), pois, acabou sendo rebaixado para a Primera C, quarta divisão. Dois anos depois, na temporada de 1990–91, foi rebaixado mais uma vez, agora para a Primera D, quinta e última divisão do país.
Depois de um ano na Primera D, o clube ganhou o Torneo Apertura da divisão na temporada de 1991–92 e subiu para a Primera C, onde também ganhou o Torneo Apertura da categoria na temporada de 1993–94 e assim foi promovido novamente para a disputa do campeonato da Primera B Metropolitana. Nesta divisão esteve por 4 (quatro) temporadas completas, até que na edição de 1997–98 acabou sendo rebaixado para a Primera C, onde ficou por duas temporadas, até cair para a última divisão, Primera D na temporada de 1999–00.
Na última divisão argentina ficou por 8 temporadas completas, até que conseguiu regressar para a Primera C como campeão da Primera D de 2007–08. E depois de 20 anos longe da Primera B Metropolitana, o clube consegue seu retorno à divisão como campeão da Primera C de 2017–18.

## Estádio
O estádio do CADU está localizado na rua Justa Lima, entre a Sáenz Peña e Bernardo de Irigoyen, na cidade de Zárate. Recebeu o nome de "Gigante de Villa Fox" e capacidade para 6.000 espectadores. Em 2012, o clube iniciou a construção de uma arquibancada de cimento chamada "Centenário", que substituiu a antiga de tábuas, e cuja inauguração ocorreu em 10 de junho de 2015.[carece de fontes?]

## Temporadas no Campeonato Argentino
Dados até a temporada de 2018–19.

### Temporadas por campeonato
- Primera División: 0
- Primera B Nacional: 0
- Primera B: 6 (1988–89, 1994–95 a 1997–98 e 2018–19 até hoje)
- Primera C: 33 (1970 a 1987–88, 1989–90 a 1990–91, 1992–93 a 1993–94, 1998–99 a 1999–00 e 2008–09 a 2017–18)
- Primera D: 13 (1966 a 1969, 1991–92 e 2000–01 a 2007–08)

### Temporadas por divisão
- Primeira divisão: 0 (nenhuma)
- Segunda divisão: 0 (nenhuma)
- Terceira divisão: 22
- Quarta divisão: 21
- Quinta divisão: 9

## Títulos

### Nacionais
- Primera C (2): 1993–94, 2017–18
- Primera D (2): 1969 e 2007–08

### Outras conquistas
- Acesso à Primera C como campeão da Primera D (1): 1969
- Acesso à Primera B pelo Torneo Reducido (1): 1987–88
- Acesso à Primera C pelo Torneo Reducido (1): 1991–92
- Acesso à Primera B como campeão da Primera C (1): 1993–94
- Acesso à Primera C como campeão da Primera D (1): 2007–08
- Acesso à Primera B como campeão da Primera C (1): 2017–18